# Riikka Hakola
Riikka Johanna Hakola, född 7 december 1962 i Seinäjoki, död 5 februari 2024, var en finländsk sångerska (sopran). 
Hakola studerade vid Tammerfors konservatorium samt för Gunni Granberg vid Sibelius-Akademin (operasångarexamen 1992), därpå fortsatta studier i London; andra pris i Timo Mustakallio-tävlingen 1987. Hakola debuterade 1990 vid Finlands nationalopera som Lucia di Lammermoor, och har därpå ofta framträtt där men även bland annat i Tyskland och USA (Natasja i Sergej Prokofjevs Krig och fred, Metropolitan Opera House 2002). Till hennes viktigaste roller hör Donna Anna i Wolfgang Amadeus Mozarts Don Giovanni, Grevinnan i Figaros bröllop samt Violetta i La traviata. Som konsertsångerska har Hakola framträtt i många europeiska länder, exempelvis USA, Brasilien och Singapore.